# Joseph Gilbert Hamilton
Joseph Gilbert Hamilton (11 de noviembre de 1907-18 de febrero de 1957) fue un profesor estadounidense de Física Médica, Medicina Experimental, Medicina General y Radiología Experimental, así como director (1948-1957) del Laboratorio Crocker, que forma parte del Laboratorio Nacional Lawrence Berkeley. Hamilton estudió los efectos médicos de la exposición a isótopos radiactivos, lo que incluía el uso de sujetos humanos desprevenidos.

## Primeros trabajos
Hamilton se licenció en Química en 1929 en la Universidad de California. Estudió medicina en Berkeley y realizó un internado en el Hospital de la Universidad de California, en San Francisco. Obtuvo el título de médico en 1936. En esa época, el ciclotrón de Berkeley fue uno de los primeros en producir cantidades útiles de isótopos radiactivos que podían utilizarse en estudios de sus efectos en tejidos vivos. En una serie de artículos publicados en 1937, Hamilton detalló los primeros ensayos médicos con sodio radiactivo, seguidos de otros en los que se detallaba el uso de los isótopos radiactivos de potasio, cloro, bromo y yodo. El yodo radiactivo resultó ser especialmente útil para el diagnóstico y el tratamiento de los trastornos tiroideos.

## Pruebas en humanos
Mientras trabajaba en el Proyecto Manhattan, en 1944, se preocupó por la seguridad del personal de laboratorio que trabajaba con el plutonio recién aislado. Hamilton dirigió un equipo que realizó experimentos de toxicidad en ratas. Al ver que los resultados obtenidos con las ratas no eran satisfactorios, Hamilton fue incluido en la decisión de continuar los ensayos con sujetos humanos. Estos ensayos se llevaron a cabo en secreto de 1945 a 1947.
Los ensayos fueron realizados por tres equipos dirigidos por Louis Hempelmann, Wright Haskell Langham y Joseph Gilbert Hamilton. Consistían en inyectar plutonio en pacientes humanos desprevenidos y luego medir su concentración en los excrementos. Durante estos ensayos se inyectaron 18 sujetos humanos con plutonio, tres de ellos por el equipo de Joseph Gilbert Hamilton en el Hospital de la Universidad de California en San Francisco.
A Albert Stevens, CAL-1, se le había diagnosticado un cáncer de estómago terminal, que más tarde se descubrió que era una úlcera. Stevens es importante porque consta que sobrevivió a la dosis de radiación acumulada más alta conocida de cualquier ser humano. Vivió 20 años después de la inyección hasta su muerte a los 79 años de edad.
Simeon Shaw, CAL-2, tenía 4 años en el momento de la inyección y se le había diagnosticado un cáncer de huesos. Shaw vivió 255 días después de la inyección, y la causa de su muerte se registró como cáncer de huesos.
Elmer Allen, CAL-3, tenía 36 años en el momento de la inyección y vivió 44 años después de la misma, y la causa de su muerte se registró como insuficiencia respiratoria, neumonía. Murió en 1991, poco antes de que Eileen Welsome pudiera entrevistar a Allen para su trabajo de divulgación de los ensayos.
Los estudios de Hamilton sobre la retención de isótopos en los seres humanos, especialmente del estroncio radiactivo y de los elementos transuránicos, fueron la fuente principal para que la Comisión de Energía Atómica de Estados Unidos estableciera unos límites de tolerancia de estas sustancias mucho más bajos de lo que se había teorizado antes de los ensayos. La Comisión de Energía Atómica puso fin a esta serie de ensayos en humanos en 1950.

## La nota del "toque Buchenwald"
Una vez que la AEC asumió el control de las distintas funciones del Proyecto Manhattan, Hamilton volvió a su trabajo en Berkeley. En un memorando escrito en 1950, Hamilton dio algunas recomendaciones al Director de Biología y Medicina de la AEC, Shields Warren. Hamilton escribió que los grandes primates como "los chimpancés ... [deberían] ser sustituidos por humanos en los estudios previstos sobre los efectos cognitivos de la radiación". Además, advirtió que al utilizar humanos la AEC se expondría "a considerables críticas", ya que los experimentos tal y como se proponían tenían "un poco del toque de Buchenwald". Eugene Saenger sería el encargado de llevar a cabo estos experimentos entre 1960 y 1971 en la Universidad de Cincinnati, exponiendo "al menos a 90 pacientes con cáncer a grandes dosis de radiación."

## Muerte y legado
Hamilton falleció a los 49 años y su nombre se añadió al Monument to the X-ray and Radium Martyrs of All Nations, erigido en Hamburgo (Alemania).